# Balclutha timberlakei
Balclutha timberlakei är en insektsart som beskrevs av Henry Fairfield Osborn 1935. Balclutha timberlakei ingår i släktet Balclutha och familjen dvärgstritar. Inga underarter finns listade i Catalogue of Life.